# Can Missé
Can Missé és una obra d'Arenys de Munt (Maresme) protegida com a Bé Cultural d'Interès Local.

## Descripció
Es tracta d'una casa unifamilar, entre mitgeres, de planta i pis, amb coberta a dues aigües. La façana principal ha sofert reformes: s'hi ha obert una finestra a la planta baixa de grans dimensions. Conserva, però, el gran portal d'arc de mig punt adovellat i al damunt una finestra de pedra amb motllures i l'ampit està decorat. La façana està coronada per una cornisa petita i motllurada.